# Gasparo Duiffopruggar
Gaspard Duiffoproucart (Füssen, 1514 – Lione, 16 dicembre 1571) è stato un liutaio tedesco del XVI secolo.

## Biografia
Il suo cognome, originariamente tedesco, era anche scritto Tieffenbrucker, Tiefenbrugger, Tiefenbrucker, Teufenbrugger, Tuiffenbrugger, Deuffenbrugger, Dieffopruchar, Dieffoprughar, Duyfautbrocard, Duiffopruggar, Duiffoprugcar, Dubrocard, Dieffoprukhar, Diafophparburg, come pure il suo nome che veniva scritto a volte anche Kaspar, Caspar o Gaspard. Si ritiene che Duiffopruggar sia nato vicino a Füssen in Baviera, in Germania, e si fosse trasferito a Lione, in Francia, dove svolse la maggior parte del suo lavoro, nel 1553. Fu uno dei primi a produrre il violino nella sua forma moderna. 
Gli strumenti di Duiffopruggar sono rari e tendono ad essere della famiglia delle viole. La maggior parte degli strumenti che portano le sue etichette sono riproduzioni immaginarie dei suoi strumenti. I migliori esempi provengono dal laboratorio del liutaio parigino Jean-Baptiste Vuillaume: furono realizzati per Vuillaume da Honoré Derazey (1794–1883) e venduti al pubblico per soddisfare la domanda di strumenti antichi. Questi strumenti possono essere distinti dagli originali, tuttavia, da discrepanze nelle etichette del violino e, soprattutto, dalla lavorazione e dal tipo di strumento.
Poiché nessun violino è mai stato effettivamente realizzato da Tieffenbrucker, l'attuale convinzione è che "Duiffopruggar" non abbia mai costruito alcun violino, ma piuttosto che abbia fabbricato quasi solo liuti e venduto diversi strumenti di altri produttori, e che il suo nome sia stato usato per vendere un marchio di strumenti commerciali realizzati per Vuillaume.